# ماشین‌کاری شیمیایی
ماشین‌کاری شیمیایی (به انگلیسی: chemical machining) به صورت مخفف (CHM) یکی از فرایندهای ماشین‌کاری غیر سنتی شناخته شده‌است. شاید این نوع ماشین‌کاری قدیمی‌ترین نوع ماشین‌کاری غیر سنتی باشد که نام دیگر آن حکاکی شیمیایی یا chemical etching می‌باشد.
مکانیزم برداشتن فلز، واکنش شیمیایی بین قطعه و واکنشگر است.
ماشین‌کاری شیمیایی یک فرایند انحلال شیمیایی کنترل شده (CD) ماده قطعه کار از طریق تماس با یک معرف شیمیاییاسیدی یا قلیایی قوی است. پوشش خاصی به نام maskants، از مناطقی از فلز که ماشینکاری نمی‌شوند محافظت می‌کند. (پوشش خاص به نام maskants از مناطقی از فلز که حذف نمی‌شود محافظت می‌کند).
امروزه این روش بیشتر در تولید حفره‌های کم عمق در قطعات مختلف مستقل از سختی آن‌ها به کار می‌رود علاوه بر این، روش‌های ماشینکاری به‌طور گسترده‌ای به تولید میکرو اجزای سازنده برای کاربردهای مختلف صنعتی از قبیل سیستم‌های میکروالکترومکانیکی (MEMS) و صنایع نیمه هادی تا قطعات بسیار بزرگ تا طول ۱۵ متر استفاده می‌شود.
ماشین‌کاری شیمیایی مشتمل بر دو دسته اصلی فرز کاری شیمیایی (chemical milling) و ماشین‌کاری فتو شیمیایی Photo) chemical machining – PCM)
عوامل متعددی به رواج فرایندهای ماشین‌کاری شیمیایی کمک می‌کند که به شرح زیر است:
- الف. فرایند ماشینکاری شیمیایی بالغ و به خوبی تأسیس شده‌است.
- ب. ساده برای پیاده‌سازی است.
- ج. هیچ گام تمیز کردن اضافی مورد نیاز نیست.
- د. فرایند ماشینکاری ارزان تری است.

## فرزکاری شیمیایی
این روش در صنایع هواپیما سازی و هوا فضا از اهمیت ویژهای برخوردار است. از این روش برای کاهش ضخامت موضعی ورق‌های بدنه هواپیما یا موشک با هدف افزایش نسبت استحکام به وزن (stiffness to weight ratio) استفاده می‌شود. همینطوردر صنایع فلزی برای ایجاد وب و ریب (web, rib) در قطعات فرج، فرم و ریخته‌گری استفاده می‌شود. شکل ۲–۴ به صورت شماتیک این فرایند را نشان می‌دهد.
همچنین در بسیاری از از مواقع برای بهبود وضعیت سطوح استفاده می‌شود (شکل ۴–۳) نظیر:
- برداشتن اکسید تیتانیوم از قطعات فرج شده تیتانیوم و قطعات شکل‌دهی شده با روش‌های سوپر پلاستیک
- حذف سطوح دی کربوریزه شده از قطعات فرج شده در فولادهای کم کربن
- Recast layer برداشتن لایه رسوب از روی قطعات تولید شده به وسیله EBM
- برداشتن پلیسه (Burr) از قطعات با شکل به هم پیچیده، ماشین‌کاری شده با روش‌های سنتی

در فرز کاری شیمیایی یک پوشش محافظ) ماسک (قسمت‌هایی از ماده را که قرار نیست، در محلول خورده شود می‌پوشاند. این روش برای ایجاد حفره (pocket) و کنتور استفاده می‌شود همین‌طور برخی کاربردهای خاص از این روش بر گرفته شده‌است (شکل ۴–۴) و شامل مراحل زیر است:
1. آماده‌سازی سطح قطعه با تمیز کردن با روش‌های مکانیکی و شیمیایی تا چسبندگی مناسب بین ماسک و قطعه وجود داشته باشد.
2. پوشاندن سطح با لایه قابل چسباندن که به سطح می‌چسبد و در مقابل خوردگی شیمیایی مقاوم است.
3. خراش ماسک با استفاده از شابلون مخصوص تا مناطقی که باید حکاکی شود در معرض محلول قرار گیرد. (جنس ماسک بستگی به ابعاد قطعه، مقدار قطعات و رزولوشن جزئیات دارد).
4. پس از حکاکی، قطعه شسته شده و ماسک با روش‌هایی دستی، مکانیکی یا شیمیایی پرداخته می‌شود.
5. قطعه توسط آب دیو نیزه شسته می‌شود.

در فرزکاری شیمیایی عمق حکاکی با زمان قرارگیری در محلول کنترل می‌شود. باید در نظر گرفت که محلول‌های شیمیایی بسیار خورنده هستند و باید احتیاط لازم در حین کار کردن و حمل نقل آن‌ها صورت پذیرد.
بخارات و گازهای متصاعد شده در اثر واکنش شیمیایی باید در راستای پیشگیری‌های محیطی کنترل شود.
معمو ا لا محلول در حین فرایند با استفاده از ابزار مخصوص هم زده می‌شود. دمای متداول برای فرایند بین ۳۷ تا ۸۵ درجه سانتی گراد بوده و باید با تلرانس ±۵ کنترل شود تا خوردگی به صورت یکنواخت انجام شود. در دماها و غلظت محلول بالا نرخ براده برداری نیز بالاتر است.
هنگامی که از ماسک برای ماشینکاری استفاده می‌شود، باید توجه شود که برداشت ماده هم به سمت داخل قطعه و هم به سمت جانبی (زیر ماسک) اتفاقی می‌افتد. یک فاکتور مهم در این زمینه (EF (Etching factor یا فاکتور حکاکی که نسبت برداشت جانبی (undercut -du) به عمق حکاکی (Te) است. (شکل ۴–۵)

## ماشین‌کاری فوتوشیمیایی
این روش حالتی منشعب از فرزکاری شیمیایی است با این تفاوت که ماسک محافظ با تکنیک فوتوگرافیک برقطعه اعمال می‌شود. هر دو روش در این زمینه که ماده تحت خوردگی شیمیایی قرار می‌گیرد مشابه هستند.
روش فرزکاری شیمیایی معمو ا لا برای قطعات سه بعدی که از روش‌هایی نظیر فورج و ریخته‌گری و … تولید شده‌استفاده می‌شود. در مقابل روش PCM یک روش اید ه آل برای ماشین‌کاری و ایجاد طرح‌های دقیق بر روی فویل از ضخامت حدود ۰٫۰۱ تا ۱٫۵ میلی‌متر است. بنابراین روش PCM یک جایگزین برای سوراخ کاری ورق به وسیله پرس‌های مکانیکی است.
یک تقاوت عمده دیگر بین دو روش این است که در فرزکاری شیمیایی عمق حفره توسط زمان باقی ماندن قطعه در حلال کنترل می‌شود اما در PCM توسط زمان اسپری شدن حلال بر قطعه. با توجه به اینکه حلال اسپری می‌شود، نرخ بار برداری بالاتر و کیفیت بهتری بدست می‌آید. گفته شده‌است که نرخ PCM بین ۵ تا ۱۰ برابر بیش از CH-Milling است. البته در PCM تجهیزات گرانقیمتی برای اسپری کردن حلال خورنده در دمای بالا با فشار بالا بکار می‌رود.
مراحل انجام PCM از قرار زیر است (شکل ۴–۷):
1. شکل قطعه مورد نظر که به عنوان Photo tool در نظر گرفته می‌شود، با CAD تهیه می‌شود.
2. دو نگاتیو تصویری به اندازه شکل واقعی تهیه می‌شود.
3. ورق فلزی تمیز شده و با لایه‌ای از فوتورزیست) یک امولسیون حساس به نور (پوشانده می‌شود، زمان کافی برای خشک شدن تا فوتورزیست به سطح بچسید و در حین حکاکی از آن محافظت کند.
4. دو نگاتیو مربوطه بالا و پایین ورق قرار داده می‌شود و در خلاء تحت نور UV قرار می‌گیرد. پوششدر قسمت‌هایی که تحت نور بوده می‌شود و با اعمال یک محلول دیگر به عنوان ظاهرکننده از قسمت‌های دیگر حذف می‌شود.
5. با استفاده از آب با فشار بالا ورق شکسته با فشار بالا ورق شکسته می‌شود تا مناطقی که فوتوزیست نرم روی آن مانده کاملاا شسته شود سپس قطعه با آب دیونیزه شسته شده وبا استفاده از گاز نیتروژن خشک می‌شود.
6. ورق تحت سپرهایی خورنده از بالا و پایین قرار می‌گیرد. این امر باعث می‌شود که حکاکی از بالا و پایین انجام شده و under cut کاهش یابد، ضمن اا زمان ماشین‌کاری کاهش یافته و قطعه و دیواره‌های صاف تری نیز تولید می‌شود.
7. پس از این مرحله فوتوزیست سخت شده برداشته می‌شود و قطعه شسته می‌شود.

## مزایا و معایب
در مقایسه با دیگر فرایندهای ماشینکاری، ماشینکاری شیمیایی دارای مزایای بسیاری است، اما با برخی محدودیت‌ها.
مهم‌ترین مزیت عبارتند از:
کاهش وزن در خطوط پیچیده‌ای که برای ماشین استفاده از روش‌های مرسوم سخت است، ممکن هست.
1. ساده بودن فرایند و در نتیجه عدم نیاز به نیروی کار ماهر
2. عدم ایجاد تنش‌های پسماند در قطعه کار
3. عدم ایجاد پلیسه
4. قابل استفاده برای سطوح بسیار بزرگ
5. ماشینکاری شکل‌های پیچیده
6. ماشینکاری همزمان چندین قطعه
7. عدم استفاده از نیروی مکانیکی برای نگهداری قطعه و همچنین در مراحل ماشینکاری
8. نرخ خوردگی جز کم می‌باشد ولی از آنجایی که ماشینکاری همزمان در کل سطح اتفاق می‌افتد نرخ کلی فرایند بالا است.
9. ایجاد دیواره‌های جدار نازک
10. هزینه پایین تجهیزات اولیه و ابزار مورد نیاز

معایب ماشینکاری شیمیایی:
1. نیازمند کار با مواد شیمیایی خطرناک و باقیماندن مواد مضر
2. حائز اهمیت بودن خواص و یکنواختی فلز
3. نیاز به عملیات حرارتی و تنش زدایی فلزات خام
4. اعوجاج قطعه در اثر آزاد شدن تنش‌های پسماند
5. غیر یکنواختی اندازه دانه می‌تواند باعث ایجاد حفره شود.
6. نامناسب بودن این فرایند برای قطعات جوشکاری شده
7. حکاکی ترجیهی در مرزدانه‌ها
8. فرایند تکستچرهای سطح را تکرار می‌کند
9. فقط ماشینکاری‌های پهن امکان‌پذیر است. ماشینکاری شیارهای نازک و عمیق غیرممکن است.
10. آماده‌سازی و برشکاری ماسک زمان بر می‌باشد.

## مراحل
فرایند ماشینکاری شیمیایی چند مرحله برای تولید قطعات و ماشین آلات دارد، این موارد در زیر آورده شده‌است.
1. آماده‌سازی قطعه کار: مواد قطعه کار باید در آغاز فرایند ماشینکاری شیمیایی تمیز شود. عملیات تمیز کردن برای حذف روغن، گریس، گرد و غبار، زنگ یا هر ماده از سطح مواد انجام شده‌است. یک فرایند تمیز کردن خوب یک چسبندگی خوبی از مواد پوشش تولید می‌کند. دو روش تمیز کردن وجود دارد؛ روش مکانیکی و شیمیایی. فرایند تمیز کردنی که به‌طور گسترده استفاده می‌شود روش‌های شیمیایی، به علت خسارت کمتر نسبت به مکانیکی است. ماشین شستشو در حمام اولتراسونیک با استفاده از محلول تمیز کردن خاص و گرمایش اعمال شده در طول فرایند تمیز کردن سودمند است.
2. پوشش با مواد پوشش: گام بعدی پوشش ماده قطعه کار تمیز با مواد پوشش است. مواد پوشش انتخاب شده باید از نظر شیمیایی غیرقابل تسخیر و به اندازه کافی چسبنده برای ایستادن در مقابل سایش شیمیایی در طول آچ (حکاکی) است.
3. خراش ماسک با استفاده از شابلون مخصوص تا مناطقی که باید حکاکی شود در معرض محلول قرار گیرد. جنس ماسک بستگی به ابعاد قطعه، مقدار قطعات و رزولوشن جزئیات دارد.
4. پس از حکاکی، قطعه شسته شده و ماسک با روش‌هایی دستی، مکانیکی یا شیمیایی پرداخته می‌شود.
5. قطعه توسط آب دیو نیزه شسته می‌شود و بازرسی از ابعاد و کیفیت سطح قبل از بسته‌بندی بخش پایانی است.

## نتیجه‌گیری
ماشینکاری شیمیایی به‌طور گسترده‌ای برای تولید قطعات ماشین پیچیده و استفاده‌های مختلف و همچنین قطعات تزئینی استفاده می‌شود. این عملیات ماشینکاری باید با دقت برای تولید یک شکل هندسی مورد نظر انجام شود و همچنین قوانین زیست‌محیطی هنگام استفادهٔ ماشینکاری شیمیایی اثرات مهمی دارند.

## تجهیزات ماشین‌کاری شیمیایی

### Maskants
مواد پوشش است که به نام برای محافظت از سطح قطعه کار از حکاکی شیمیایی شیمیایی استفاده می‌شود. پلیمر یا لاستیک اساس موادی است که معمولاً برای روش پوشش استفاده می‌شود. مواد پوشش انتخاب شده باید خصوصیات زیر را داشته باشد:
1. به اندازه کافی سخت به مقاومت در برابر دست زدن
2. خوب پیوستن به سطح قطعه کار
3. حکاکی آسان
4. قبل از معرف شیمیایی استفاده شده بی اثر باشد
5. قادر به مقاومت در برابر حرارت استفاده شده در طول ماشینکاری شیمیایی
6. حذف آسان و ارزان بعد از حکاکی شیمیایی

### Etchants
Etchantها، عامل تأثیرگذار در ماشینکاری شیمیایی از هر ماده‌ای است. حکاکی شیمیایی مختلف با توجه به ماده قطعه کار در دسترس هستند. بهترین حکاکی شیمیایی ممکن است باید خواص نیز را داشته باشد:
1. نرخ اچ بالا
2. پرداخت سطح خوب
3. حداقل تضعیف
4. سازگاری با maskants که معمولاً استفاده می‌شود،
5. ظرفیت حل مواد بالا
6. بازسازی اقتصادی
7. بازیابی مواد اچ
8. کنترل آسان از روند
9. تعمیر و نگهداری ایمنی شخصی

## مسائل زیست‌محیطی
مسائل زیست‌محیطی در عملیات ماشینکاری شیمیایی ممکن است مهم‌ترین عامل تأثیرگذار در استفاده از فرایند ماشینکاری باشد. بسیاری از مواد شیمیایی مانند محلول تمیز کردن، etchants، سیم لخت کن و غیره مایعات بسیار خطرناک هستند؛ بنابراین حمل و دفع آن‌ها بسیار پر هزینه هستند. روند صنعتی استفاده از این مواد شیمیایی، انتخاب آن‌هایی است که بیشتر با محیط زیست سازگارند علاوه بر این احیاء ضایعات حکاکی شیمیایی و بازیابی فلز اچ از ضایعات etchants مورد مطالعه قرار گرفته و می‌تواند یک سیستم بازیابی مناسب برای برخی از etchants مانند FeCl3، CuCl2 و etchants قلیایی وجود داشته باشد.